# Aleiodes earinos
Aleiodes earinos är en stekelart som beskrevs av Shaw 1997. Aleiodes earinos ingår i släktet Aleiodes och familjen bracksteklar. Inga underarter finns listade i Catalogue of Life.